# VirtueMart
VirtueMart (произносится вёчьюмарт), ранее известный как mambo-phpShop, свободное программное обеспечение для создания Интернет-магазина, созданное для дополнения таких систем управления содержимым веб-сайта, как «Mambo» и «Joomla!». VirtueMart написан на PHP и использует базу данных MySQL. Наиболее подходит для веб-сайтов с низким или средним уровнем загрузки. VirtueMart защищён лицензией GNU GPL.

## История
VirtueMart появился впервые в виде автономного приложения mambo-phpShop и стал первым специально созданным компонентом электронной коммерции для системы управления сайтом Mambo, позволявшим построить интернет-магазин. После того как Joomla! ответвилась от Mambo, разработчик поменял бренд mambo-phpShop на VirtueMart, который официально поддерживает более новую систему управления сайтами Joomla! Текущие версии VirtueMart могут функционировать с Mambo. Старые версии mambo-phpShop всё ещё доступны для загрузки, но уже не имеют активной поддержки.
- VirtueMart 1.0.0 вышла 23 ноября 2005 года.
- VirtueMart 1.1.0 вышла 23 апреля 2008 года и закончила своё развитие версией 1.1.9, выпущенной 20 июня 2011 года.
- VirtueMart 2.0.0 вышла 19 декабря 2011 года.[2]
- VirtueMart 2.6.6 вышла 29 мая 2014 года.[1]
- VirtueMart 2.6.12 вышла 10 ноября 2014 года[1].
- Virtuemart 3.0.12 вышла 06 ноября 2015 года.
- Virtuemart 3.4.2 вышла 8 октября 2018 года.
- Virtuemart 3.6.10 вышла 22 ноября 2019 года.
- Virtuemart 3.8.7 (последняя стабильная версия) 27 ноября 2020 года.

VirtueMart 1.1.x был скачан с официального сайта более 500 тысяч раз. На нём было сделано несколько сотен тысяч интернет-магазинов во всём мире. На июль 2016 года приложение было скачано более 2,5 миллионов раз.
На сегодняшний день VirtueMart — самый популярный компонент для Joomla! в области электронной коммерции. Этим его делают бесплатность, расширяемость и огромная функциональность.

## Основные возможности
VirtueMart поддерживает неограниченное количество продукции и категорий, неограниченное количество валют для одного продукта, назначение продукции множеству категорий, возможность продавать продукцию, предназначенную для скачивания, а также предоставляет возможность отключить функцию продажи и использовать VirtueMart в режиме каталога. VirtueMart позволяет иметь разные цены для одной продукции, основанные на количестве или принадлежности покупателя к определённой группе, и предоставляет возможность использования различных платёжных систем.
В VirtueMart реализована система скидок, купонов, а также большой выбор систем оплаты и способов доставки. Функционал, обеспечивающий возможность работы нескольких продавцов, заявленный в VirtueMart 1.1.0, в данной ветке не до конца был реализован, поэтому его окончательная реализация была перенесена в версию 2.0.0.
VirtueMart является свободным программным обеспечением для реализации функции интернет-магазина и весь PHP-код полностью доступен. Это позволяет PHP-разработчикам просматривать, обновлять или изменять возможности и функции интернет-магазина. В дополнение ко всему, VirtueMart использует упрощённые шаблоны (называемые 'fly pages' в VirtueMart), предоставляющие возможность изменять внешний вид интернет-магазина и имеющие HTML и CSS формат.
При переносе VirtueMart с Mambo на Joomla! разработчики не уделили должного внимания отличиям между Mambo и Joomla!, в результате VirtueMart ветки 1.0.x содержит в себе много старого процедурного кода и компоненты, уже существующие в Joomla!, но по каким-то причинам не использующиеся (шаблонизатор, соединение с базой и т. д.).
В современную ветку VirtueMart 1.1.x была включена возможность быстро менять темы для категории товаров, страницы заказа и страницы корзины.

### Панель администратора
- Маркетинговые инструменты
  - Многоуровневое ценообразование
  - Купоны
  - Правила ценообразования
- Определение налоговых ставок
  - Определение правил для региона или страны.
  - Создание классов налога, например «Нормальный» или «Оптовый»
  - Выставление ставки НДС.
- Продукты и каталог
  - Возможность задания различных атрибутов (свойств) для товара.
  - Неограниченная вложенность категорий.
  - Конфигурируемые продукты — продукты с выборочными свойствами (например: цвет, размер и т. д.)
  - Сортировка товара по предопределенным атрибутам (выполняется с помощью дополнительного модуля).
- Администрирование
  - Группы покупателей (простые, VIP и т. д.)
  - Импорт/Экспорт (в виде сторонних разработок)
  - Система контроля доступа
  - Выбор валюты
  - Выбор стран
  - Отчеты продаж
  - Выбор способов доставки
  - Выбор способов оплаты

### Возможности фронт-энда
- Предложение покупателям сопутствующих товаров
- Предложение покупателям недавно просмотренных товаров
- Поисковая оптимизация (SEO) — пока в виде сторонних разработок
- Связь с покупателем
  - Сообщения по электронной почте
  - RSS-подписка на категорию или все группы товаров
- Поиск и расширенный поиск
- Сравнение продуктов — в виде сторонних разработок
- Теги для продуктов — в виде сторонних разработок
- Отзывы покупателей о товарах
- Оформление заказа
- Корзина покупок
- Аккаунты покупателей
- Рекомендация товара одним покупателем другому
- Топ-10 товаров
- Показ спецпредложений на товары

### Импорт и экспорт данных
В стандартную сборку не входят модули импорта/экспорта, только в виде сторонних разработок.
- Импорт и экспорт товаров
- Импорт и экспорт товарных остатков на складах
- Импорт и экспорт покупателей

Возможность создания шаблонов импорта/экспорта для различных целей.
Существуют сторонние разработки модулей экспорта в Яндекс. Маркет.

### Способы оплаты
В стандартную сборку входят следующие способы оплаты:
- Кредитной картой
- Оплата при доставке
- PayPal
- eCheck.net
- MerchantWarrior

Так же существуют много сторонних разработок модулей оплаты, среди которых есть WebMoney, Яндекс.Деньги, RBKMoney, Почта России, Qiwi Visa Wallet, PayKeeper, Assist и другие.

### Способы доставки
В стандартную сборку входят следующие способы доставки:
- auspost
- Canada Post
- DHL
- FedEXdc
- Flex
- InterShipper
- shipvalue
- UPS
- USPS
- Стандартный модуль доставки
- Доставка в зависимости от региона или страны
- Самовывоз

Так же существуют много сторонних разработок модулей доставки.

### Производители
- Возможность группировки производителей по категориям.
- Возможность вывода описания производителя и его координат.

## Системные требования
Так как VirtueMart является только дополнением для Joomla! / Mambo, это ПО имеет такие же системные требования.
Тем не менее разработчики для v 3.8 рекомендуют следующие параметры:
- PHP 5.3+
- MySQL 5.5
- ОЗУ 128 МБ (как минимум 64 МБ для генерации документов (счетов) в формате PDF)

Требования к установке версии 1.1.6:
- Joomla! 1.5.x
- PHP 4.2.x или выше; рекомендуется PHP 5.2.x
- MySQL 3.23.x или выше; рекомендуется: MySQL 5.0.x
- Apache 1.13.19 или выше; рекомендуется: Apache 2.2.x

Требования к установке версии 1.0.15 (считающейся устаревшей):
- Joomla!! 1.0.x или Mambo (>= 4.5.1)
- PHP 4.2.x или выше; рекомендуется PHP 4.4.x
- MySQL 3.23.x или выше; рекомендуется: MySQL 4.0.x
- Apache HTTP Server 1.13.19 или выше; рекомендуется: Apache 2.x

Необходимы следующие расширения/добавления PHP — MySQL, XML и Zlib. Поддержка HTTPS (OpenSSL) и cURL рекомендуется.

## Совместимость
С Joomla! 1.0.x совместимы версии VirtueMart 1.0.x и 1.1.0-5.
С Joomla! 1.5.x совместимы версии VirtueMart 1.1.x.
Начиная с версии 1.1.6, VirtueMart совместим только с Joomla! 1.5.x, так как начался перевод кода на MVC, который не поддерживается Joomla! 1.0.x.
Текущая версия 3.8.7 совместима с Joomla! V3.9.x и готова к быстрой адаптации к Joomla! V4.

## Критика VirtueMart
На март 2013 года в продукте VirtueMart оставалось много программного кода, предназначенного для поддержки совместимости с Joomla! 1.0.x. Также в VirtueMart не совсем оптимально составляются запросы к базе данных (БД), что может замедлять производительность. VirtueMart потребляет много ресурсов хостинга, поэтому проекты средних размеров  целесообразно размещать, как минимум, на VPS.
Относительная сложность формирования страниц во фронтэнде часто отталкивает от работы с ним новичков. Сложная структура шаблонов и дизайна существенно усложняет доработку шаблона магазина под потребности владельца.
Текущая версия избавилась от наследованного кода ранних версий и значительно оптимизирована по производительности и архитектуре.